# Schizomavella simplex
Schizomavella simplex is een mosdiertjessoort uit de familie van de Bitectiporidae. De wetenschappelijke naam van de soort is voor het eerst geldig gepubliceerd in 1929 door Canu & Bassler.